# Jan Østervold
Jan Olsen Østervold (* 8. Dezember 1876 in Austevoll; † 10. Januar 1945 in Brooklyn, New York City) war ein norwegischer Segler.

## Erfolge
Jan Østervold, der für den Bergens Seilforening segelte, wurde 1920 in Antwerpen bei den Olympischen Spielen in der 12-Meter-Klasse nach der International Rule von 1907 Olympiasieger. Er war Crewmitglied der Atlanta, die als einziges Boot seiner Klasse teilnahm. Der Atlanta genügte mangels Konkurrenz in zwei Wettfahrten jeweils das Erreichen des Ziels zum Gewinn der Goldmedaille. Zur Crew gehörten zudem neben den Brüdern Halvor und Rasmus Birkeland, Lauritz Christiansen, Halvor Møgster und Hans Næss auch Østervolds Brüder Ole, Kristian und Henrik Østervold. Letzterer war Besitzer und Skipper der Atlanta.